# تونل پایه لچبرگ
تونل پایه لچبرگ (آلمانی: Lötschberg-Basistunnel) یک تونل راه‌آهن در سوئیس است.
این تونل که در سال ۲۰۰۷ تأسیس شده از فروتیگن، کانتون برن شروع و در رارون، کانتون وله به پایان می‌رسد، تونل پایه لچبرگ دارای ۳۴٫۵۷۶۶ کیلومتر طول است.

## نگارخانه

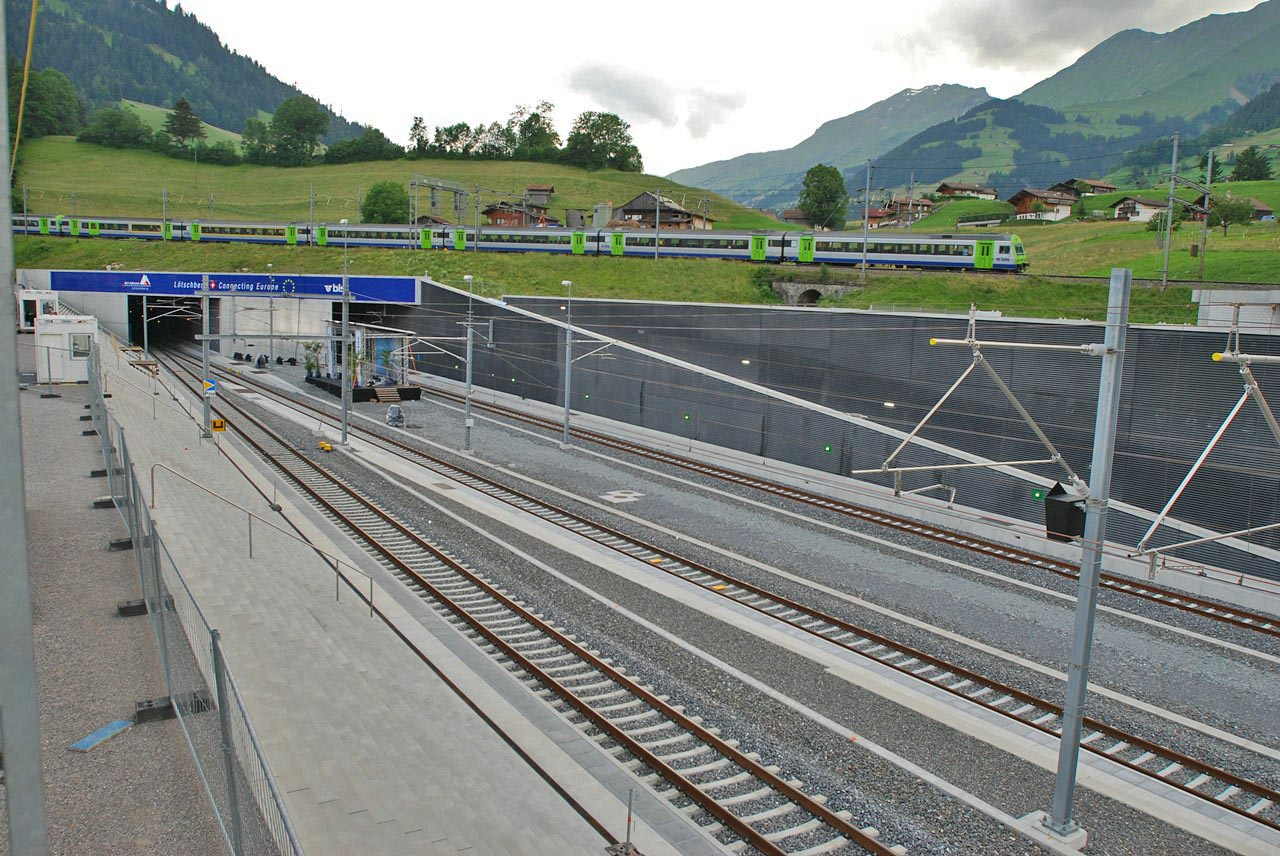
ورودی شمالی
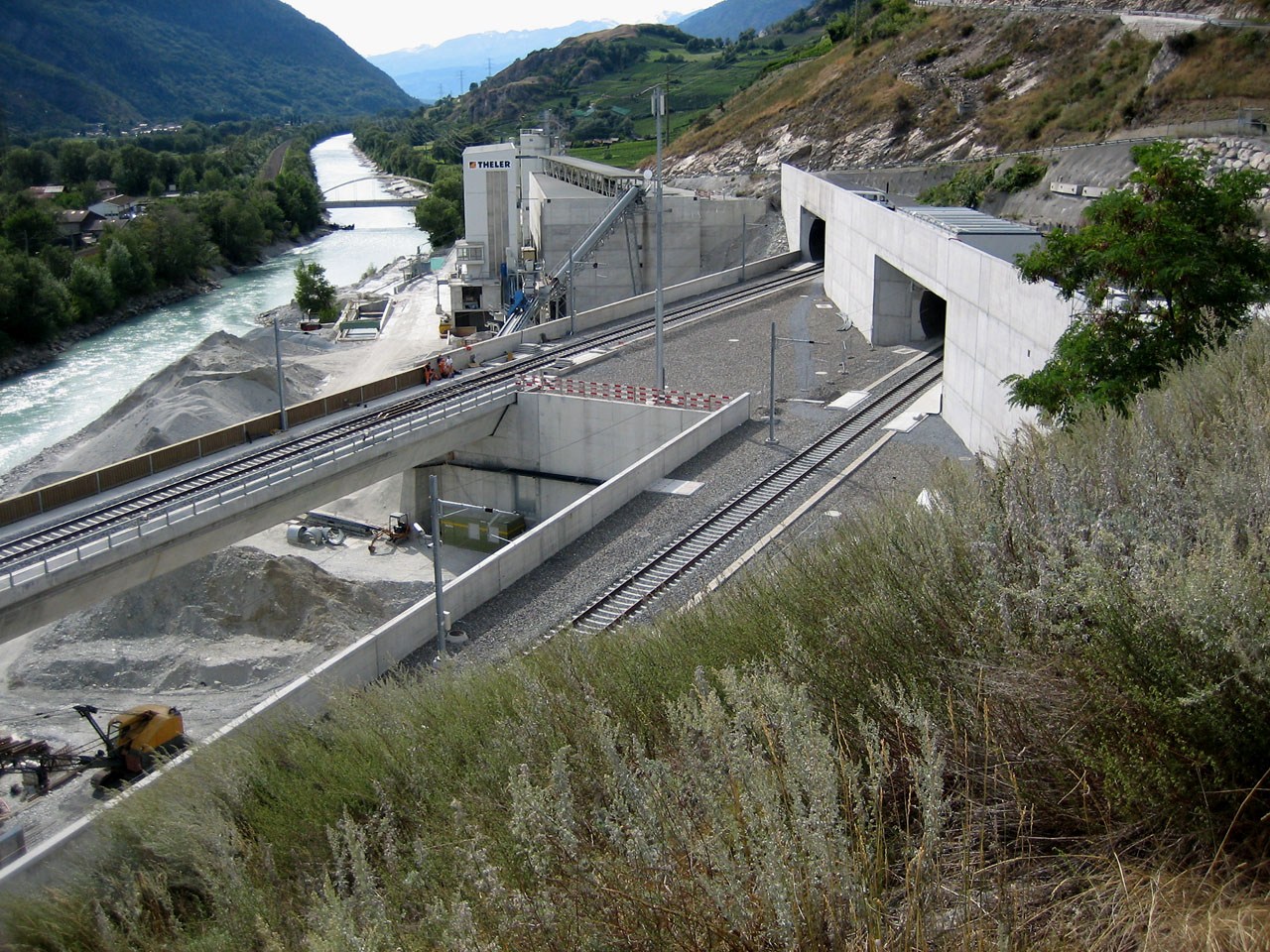
ورودی جنوبی